# آدریان بلاس تافارل
آدریان بلاس تافارل (انگلیسی: Adrián Blas Taffarel؛ زادهٔ ۱۰ ژانویهٔ ۱۹۶۶) بازیکن فوتبال است.